# Alexandar Nikolow (Boxer)
Alexandar Nikolow, bulgarisch Александър Николов; (* 4. März 1940) ist ein ehemaliger bulgarischer Amateurboxer im Halbschwergewicht.
Er gewann bei den Olympischen Sommerspielen 1964 in Tokio nach Halbfinalniederlage gegen den späteren Olympiasieger Cosimo Pinto eine Bronzemedaille und erkämpfte 1966 die Silbermedaille bei den Balkanmeisterschaften in Belgrad.